# Баянов, Санджи Баянович
Санджи Баянович Бая́нов вариант имени Санжи (1884 — ноябрь 1945) —  присяжный поверенный, эсер, член  Всероссийского учредительного собрания.

## Биография
Родом из астраханских казаков. В 1904 году, будучи учеником Астраханской гимназии, помог А. Д. Рудневу перевести описание  двух  путешествий в  Тибет  бакши  Пурдаша Джуногруева в 1898—1900 и в 1902 годах. В 1906 году окончил Астраханскую гимназию, затем — юридический факультет Санкт-Петербургского университета. Имел практику как присяжный поверенный. С 1911 находился под надзором полиции. По агентурным сведениям в  1913 на конференции эсеров Петербурга и окрестностей выступал за соединение террористической и думской деятельности.
До 1917 года был присяжным поверенным в Управлении калмыцким народом в  Астрахани. В марте 1917 года был избран в Центральный комитет по управлению калмыцким народом, в нём возглавил отдел земледелия. В июле 1917, когда Калмыцкая степь вошла в число регионов, где вводилось земское самоуправление, Баянов стал во главе Совета интеллигенции по организации и проведению земских выборов в улусах.
В конце 1917 года избран во Всероссийское учредительное собрание в Прикаспийском избирательном округе (в одном из четырёх мажоритарных гражданских избирательных округов) по списку № 1.

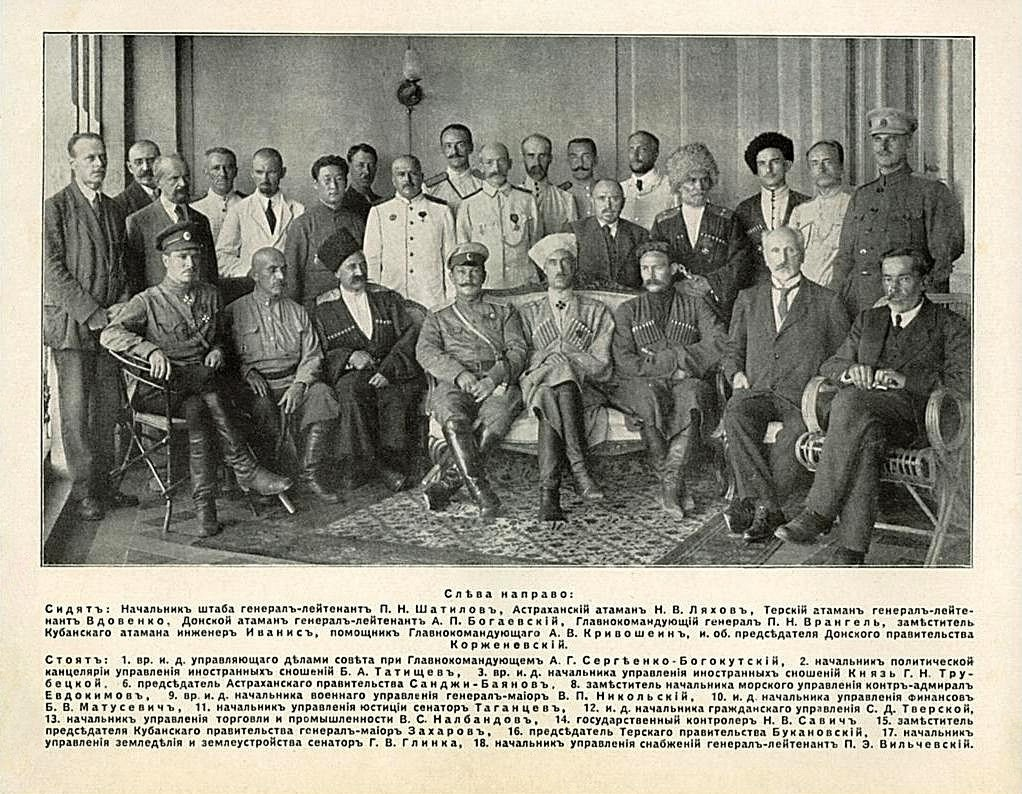
Участники подписания соглашения Правителя и Главнокомандующего Вооруженными Силами на Юге России П. Н. Врангеля с атаманами и правительствами Дона, Кубани, Терека и Астрахани. Крым, Севастополь, 4 августа 1920 года. Санжди Баянов стоит 6-й слева.

15-24 декабря 1917 года в Астрахани состоялся съезд Малого законодательного круга Калмыцкой части Астраханского казачьего войска. С. Б. Баянов был избран членом президиума. 23 декабря войсковой круг избрал Калмыцкое войсковое правительство, Баянов вошёл в его состав, во главе правительства стоял  Б. Э. Криштафович. С осени 1917-го до весны 1920 года был представителем Калмыцкого казачьего войска в Юго-Восточном союзе, вероятно, на этом основании его называют то «Председателем Астраханского правительства», то  «главой правительства Астраханского казачьего войска».
В мае 1919 года наметились противоречия между правительством Деникина и представителями калмыцкого казачества. Тундутова отстранили от руководства Астраханским казачьим войском, Номто Очирова вывели из состава Калмыцкого войскового правительства. Араши Чапчаев, стоявший во главе Центрального исполнительного комитета Совета депутатов трудового калмыцкого народа в Астрахани, обратился  в Народный комиссариат по делам национальностей с ходатайством об амнистировании Санджи Баянова, Номто Очирова и других, разделяющих в настоящее время платформу Советской власти, за которых он "ручается в искренности их раскаяния". 22 июля Совнарком в лице Ленина дал согласие на созыв Общекалмыцкого съезда и заявил: "Для того, чтобы привлечь к делу строительства калмыцкой жизни как можно больше деятелей из среды самих калмыков,  Совет Народных Комиссаров решил объявить амнистию многим из тех видных калмыцких деятелей, как-то : Баянова, Очирова и др., которые до сих пор находятся в стане белогвардейцев. Применение этой амнистии Совет Народных Комиссаров возлагает на комиссию по созыву Общекалмыцкого съезда".
Лояльность Санджи Баянова по отношению к большевикам была, по-видимому, переоценена. 22 июля 1920 года он участвовал в подписании договора между правителем Юга России Врангелем и «атаманами и правительствами Дона, Кубани и Терека», вошёл в состав правительство Юга России как представитель Астраханского правительства вплоть до эвакуации из Крыма.
В эмиграции в Константинополе возглавил правительство Оренбургского казачьего войска в изгнании, но в 1921 покинул его. С 1920 года по приглашению Б. Н. Уланова сотрудничал с организацией «Калмыцкая комиссия культурных работников» и её печатным изданием «Улан Залата». Позднее в Чехословакии издавал газету на калмыцком языке. Одновременно работал учителем и воспитателем в гимназии в Праге.
В 1940 году С. Б. Баянов вместе с семьей переехал из Праги в Белград (Югославия). Когда немцы вошли в Белград,  Баянов был арестован и  вскоре был отправлен в концлагерь в Вене. После года пребывания в концлагере он был отпущен и вернулся в Белград. Из Белграда обратно в Прагу переехал в 1944 году.
В начале лета 1945 г. арестован "Смершем" в Праге, затем перевезён в советскую тюрьму в г. Баутцен (Германия), где и скончался.

## Семья
- Жена — Данара Нарановна Баянова (урождённая Уланова)[9], дочь Н. Э. Уланова, офицера, путешественника, деятеля национального возрождения и просвещения донских калмыков и сестра Бадьмы Уланова[7].
  - Сын — Эрдене Баянов[9]
  - Дочь — Намджал в замужестве Бурхинова, муж Джаб Бурхинов (13 август 1921—2010), в семье трое детей[10].